# Tetralonia fumida
Tetralonia fumida är en biart som först beskrevs av Cockerell 1911.  Tetralonia fumida ingår i släktet Tetralonia och familjen långtungebin. Inga underarter finns listade i Catalogue of Life.